# Сигов, Юрий Сергеевич
Юрий Сергеевич Сигов (9 июля 1934 — 19 февраля 1999) — советский и российский учёный, доктор физико-математических наук, профессор, один из пионеров теории и практики вычислительного эксперимента в физике плазмы.

## Биография
Родился в г. Красный Луч Ворошиловградской области. Окончил школу в Донецке (1952, с золотой медалью) и физфак МГУ (1958, с отличием), оставлен в аспирантуре.
С сентября 1958 г. и до последних дней жизни работал в Институте прикладной математики им. М. В. Келдыша, с ноября 1989 г. зав. сектором «Кинетическое моделирование плазмы и плазмоподобных сред».
Кандидат (1965), доктор (1981) физико-математических наук (Диссертация «Численное моделирование коллективных процессов в разряженной плазме» : диссертация … доктора физико-математических наук : 01.04.02. — Москва, 1980. — 299 с. : ил.). В 1989 г. присвоено звание профессора.
С 1970 г. доцент, профессор МФТИ.
Участвовал в решении фундаментальных задач нелинейной термоядерной и космической плазмы, что позволило обнаружить и объяснить ряд принципиальных эффектов в сильной и умеренной плазменной турбулентности.
Умер 19 февраля 1999 г. после тяжëлой болезни. Похоронен на Донском кладбище.

## Основные работы
- Численные методы кинетической теории плазмы : [Учеб. пособие] / Ю. С. Сигов. — М. : МФТИ, 1984. — 94 с. : ил.; 19 см.
- Одномерный квазиколлапс ленгмюровских волн при параметрическом воздействии на плазму [Текст] / Ю. С. Сигов, Ю. В. Ходырев. — Москва : [б. и.], 1976. — 54 с. : ил.; 20 см. — (Препринт/ Ин-т прикл. математики АН СССР. ИПМ; № 11, 1976 г.).
- Численное моделирование двумерной ленгмюровской турбулентности [Текст] / А. Н. Полюдов, Р. З. Сагдеев, Ю. С. Сигов. — Москва : [б. и.], 1974. — 49 с. : ил.; 21 см. — (Препринт/ АН СССР. Ин-т прикл. математики. ИПМ. (Ин-т косм. исследований); № 128).

Память:
- 2000 г. — на Международной конференции по плазменной электронике (Харьков) состоялись пленарные заседания, посвящённые трудам Ю. С. Сигова
- 2001 г. — издана книга: Ю. С. Сигов. Вычислительный эксперимент: мост между прошлым и будущим физики плазмы. Избранные труды. / Составители Змиевская Г. И., Левченко В. Д. — М.: ФИЗМАТЛИТ, 2001. — 288 с.
- 2002 г. — опубликована статья В. Д. Левченко, посвящённая памяти Ю. С. Сигова, "Явления самоорганизации в турбулентной плазме: диагностика и примеры / в книге «Новое в синергетике: взгляд в третье тысячелетие». — М.: Наука. 2002. — 478 с. (Информатика: неограниченные возможности и возможные ограничения), с. 159—185.